# 颐和路29号、扬州路18号民国建筑
颐和路29号、扬州路18号民国建筑，是南京市的两处建筑，曾被苏联驻华大使馆租用，2006年被列入南京市文物保护单位。

## 历史
颐和路29号民国建筑，为三层建筑，红瓦白墙。1937年前由国民政府航空大队大队长王青莲修筑，故又称王青莲寓所。1948年至1950年被苏联驻华大使馆租用。1990年代，王青莲的女儿曾到此探访。
扬州路18号民国建筑，今为南京市第二十九中学初中部4号楼，为两层半建筑，米黄色外墙。1945年，童季龄在此修建，故又称童季龄公馆。1947年8月1日至1949年，此建筑被苏联驻华大使馆租用。2014年由二十九中出资修缮。